# Vraciul (roman)
Vraciul (în poloneză Znachor) este un roman din 1937 al scriitorului polonez Tadeusz Dołęga-Mostowicz.

## Traduceri
- Dołęga-Mostowicz, Tadeusz (1991). Vraciul. Tradus de Ion Petrică. București: Editura Univers. ISBN 973-34-0223-0.

## Adaptare
Romanul a fost ecranizat în 1982 de Jerzy Hoffman, într-un film omonim care a avut premiera pe 12 aprilie 1982, cu Jerzy Bińczycki în rolul lui Rafał Wilczur / vraciul Antoni Kosiba.